# Micro
Micro（マイクロ、本名：西宮 佑騎（にしみや ゆうき）、1980年8月28日 - ）は、東京都出身のボーカリスト、ソングライター、音楽プロデューサー。
ハワイ育ちのShenと共にDef Techのメンバー"My Way"を含む1stアルバム『Def Tech』を2005年に発売。280万枚超を売り上げ、インディーズのセールス記録を塗り替えた。

## 略歴
法政大学第二高等学校時代に東京ストリートニュースで読者モデル経験し、当時から松坂大輔や小谷野栄一とは親友。
法政大学国際文化学部3年の2001年、9.11を目の当たりにし、それがきっかけで本格的に音楽活動を開始する。
2001年ハワイ出身のShenとDef Techを結成。アルバム『Def Tech』でブレイク。
2007年ユニバーサルミュージックのFar Eastern Tribe Records内に自身のレーベル「Primary Color Recordz（プライマリー・カラー・レコーズ）」を設立。アーティストのプロデュースを手がける傍ら、自身も7月11日にMicro of Def Techとして、Def Tech『My Way』のアンサーソングであるシングル『"HANA唄"』でソロデビュー。8月8日には1stソロアルバム『Laid Back』をリリース。
2007年9月7日にDef Techの公式ホームページ上で「音楽的な方向性の違い」を理由にDef Techの解散を発表し、ソロでの活動を開始。
2010年6月3日、ホームページ上でDef Techの活動再開を宣言。10月27日、Def Techとしてのアルバム『Mind Shift』リリースを以てDef Techは再結成をする。

## ディスコグラフィ

### シングル
1. “HANA唄”（2007年7月11日）
2. 踊れ（2008年5月21日）
3. It's your boy（2021年10月2日）

### アルバム
1. Laid Back（2007年8月8日）
2. MAX OUT（2008年7月9日）
3. SPACE RHYTHM 1（2009年5月6日）
4. 青い糸/カモミールの羽 SPACE RHYTHM 1.5（2009年7月1日）
5. SPACE RHYTHM 2.0（2009年9月2日）

### DVD
1. Micro presents Laid Back LIVE!!（2007年12月19日）
2. Micro Tour 2008 MAX OUT Documentary（2008年12月24日）

### 参加作品
1. JAMOSA『SO GOOD SO NICE feat. Micro』（2006年2月8日）
2. MAD Sequence*『No Woman No Cry(MAD Sequence* meets Micro) 』（2006年3月22日）
3. 伊藤由奈『Mahaloha』（2007年6月27日）
4. 光永亮太『Believe in Love feat. Micro』（2007年12月19日）
5. L-VOKAL『FREE feat. Micro』（2008年8月27日）
6. Spontania『 IF  feat.Micro』（2008年10月1日）
7. BIGGA RAIJI『Go straight feat. Micro』（2008年11月19日）
8. 観月ありさ『ALISA IN WONDERLAND』（2011年5月25日） - MVにも出演。

## タイアップ
| 曲名                                   | タイアップ                                                       |
| 海からいつ戻る                         | ソニー・エリクソン・モバイルコミュニケーションズ「W52S」CMソング |
| 踊れ                                   | 日本テレビ系ドラマ「おせん」主題歌                               |
| 踊れ                                   | エムティーアイ「music.jp」4月度CMソング                          |
| Yukiyanagi 雪柳 ～We're watching you～ | エムティーアイ「music.jp」3月度CMソング                          |
| Yukiyanagi 雪柳 ～We're watching you～ | KIDS SAVERテーマソング                                           |
| 4 Seasons                              | タイガー魔法瓶「SAHARA」CMソング                                 |

## コラボレーション
- So Good So Nice feat. Micro

この曲はC.I.GのメンバーであるJAMOSAのミニアルバムに収録されている曲で、Microが参加。この曲はシングルカットされ、2006年2月8日～4月12日の間、全国のTSUTAYAで2,000枚の限定発売された。
- 伊藤由奈  with  Micro of Def Tech

この曲は伊藤由奈とMicroがコラボしたもので、「Mahaloha」という曲を歌っている。
- No Woman No Cry MAD Sequence* Meets Micro

MicroがMAD Sequenceとフィーチャリングした曲。Micro自身が尊敬しているボブ・マーリーの「ノー・ウーマン、ノー・クライ」のカバー。
- グランドサーフィン surfed with Micro

MicroがHab I Screamにフィーチャリングした曲。

## 主な出演

### 映画
- キャッチ ア ウェーブ（2006年） - サーファー役 ※本名である西宮佑騎の名義で出演。
- オムニバス映画『Only 4 you』（2015年10月24日）
  - 『すけ坊』 - 主演・泰介 役[1]

### テレビドラマ
- 玉川区役所 OF THE DEAD 第8話  (2014年11月22日、テレビ東京） - 沢地謙太郎 役
- 警部補ダイマジン 第4話 第5話 第6話 (2023年、テレビ朝日） - 杉山鉄次 役

### テレビアニメ
- 紙兎ロペ　西宮先輩役。不定期出演。